# Hôtel de la Caisse d'épargne de Sète
 (mars 2025).
L’hôtel de la Caisse d’épargne est un bâtiment de la fin du XIXe siècle situé à Sète (anciennement Cette), en France. Il a autrefois accueilli un établissement bancaire, pour lequel il a été construit.

## Situation et accès
L’édifice est situé au no 11 de la rue Alsace-Lorraine, dans le centre-ville de Sète. Plus largement, il se trouve dans le département de l’Hérault, en région Occitanie.

## Histoire
La cérémonie de la pose de la première pierre est annoncée dans la presse pour le 29 décembre 1890, la ville étant orthographiée Cette à cette époque. L’édifice est construit selon les plans de l’architecte sétois Marius Coulon.

## Structure
S’élevant sur trois niveaux, la façade sur rue du bâtiment présente plusieurs sculptures : des bas-reliefs de raisins et de fruits de mer surplombent la porte — ils symbolisent les activités économiques de la ville —, ainsi que des cariatides soutiennent un fronton circulaire dans lequel s’inscrivent les armoiries de la cité.